# Palatul Dicasterial
Palatul Dicasterial este un palat de justiție construit la Timișoara între anii 1855-1860. În clădire funcționează în prezent Judecătoria Timișoara, Tribunalul Timiș și Curtea de Apel Timișoara. Clădirea este clasată ca monument istoric, cu codul  TM-II-m-A-06135.

## Istoric
Edificiul a fost proiectat ca sediu al administrației imperiale austriece a Banatului.

## Arhitectura
Construcție monumentală, ridicată pe o suprafață ce se întinde de-a lungul a trei străzi, edificiul a fost mult timp cea mai mare construcție din Timișoara. Palatul, construit pe trei niveluri, avea la început 273 de birouri, 34 de camere pentru servitori, 34 de bucătării, 65 celarii, 27 de magazii, acestea fiind grupate în jurul a trei curți interioare. A fost ridicată în stilul renașterii italiene, imitând Palazzo Medici Riccardi⁠(en)[traduceți] din Florența.

## Descriere
Fațadele sunt structurate în registre orizontale, ritmate doar prin șirul ferestrelor. Ornamentele de la ferestre se reduc la colonetele ce flanchează ferestrele de la primul etaj.
Imobilul intervine în peisajul urban printr-o modificare de proporții a ambientului. Impunându-se prin dimensiuni, singularitate și semnificație, palatul exprimă pronunțat funcția de reprezentare care i-a fost atribuită. Volumul masiv și supradimensionat scoate din scară vecinătățile din care se asigură doar o percepere parțială a monumentalului.

Adresa: Str. Eugeniu de Savoya, nr. 2 